# Fale mobilizacyjne Wehrmachtu
Fale mobilizacyjne w niemieckich siłach zbrojnych 1939-1945 – w czasie II wojny światowej dywizje Wehrmachtu mobilizowane były w systemie tzw. fal (niem. Wellen).
Były to grupy dywizji, których tworzenie przebiegało mniej więcej w tym samym momencie. Dywizje te dysponowały podobnym składem, uzbrojeniem i poziomem wyszkolenia. W trakcie II wojny światowej było 35 takich fal; dodatkowo część dywizji formowana była poza tym systemem. Szkolenie dywizji nadzorowało Dowództwo Armii Rezerwowej.

## Poszczególne fale mobilizacyjne
- 1. fala mobilizacyjna (zmobilizowana w sierpniu 1939 roku – dywizje aktywne w czasie pokoju)
- 2. fala mobilizacyjna (zmobilizowana w sierpniu 1939 roku – w pełni wyszkoleni rezerwiści)
- 3. fala mobilizacyjna (zmobilizowana we wrześniu 1939 roku – dywizje rezerwowe i Landwehry)
- 4. fala mobilizacyjna (zmobilizowana we wrześniu 1939 roku – dodatkowe dywizje rezerwowe)
- 5. fala mobilizacyjna (zmobilizowana we wrześniu 1939 roku – rezerwiści)
- 6. fala mobilizacyjna (zmobilizowana w listopadzie 1939 roku – rezerwiści; rozwiązane w 1940 roku)
- 7. fala mobilizacyjna (zmobilizowana w styczniu 1940 roku – rezerwowe jednostki szkoleniowe)
- 8. fala mobilizacyjna (zmobilizowana w lutym 1940 roku)
- 9. fala mobilizacyjna (zmobilizowana na przełomie lutego i marca 1940 roku, rozwiązane w lipcu 1940 roku)
- 10. fala mobilizacyjna (zmobilizowana w czerwcu 1940 roku, rozwiązane miesiąc później)
- 11. fala mobilizacyjna (zmobilizowana w październiku 1940 roku na cele kampanii przeciwko ZSRR)
- 12. fala mobilizacyjna (zmobilizowana w grudniu 1940 roku na cele kampanii przeciwko ZSRR)
- 13. fala mobilizacyjna (zmobilizowana w październiku 1940 roku do celów okupacyjnych w Europie Zachodniej)
- 14. fala mobilizacyjna (zmobilizowana w listopadzie 1940 roku do celów okupacyjnych w Europie Zachodniej)
- 15. fala mobilizacyjna (zmobilizowana w maju 1941 roku do zadań okupacyjnych w Europie Zachodniej i na Bałkanach)
- 16. fala mobilizacyjna (zmobilizowana w miesiącach marzec – czerwiec 1941; dywizje bezpieczeństwa)
- 17. fala mobilizacyjna (zmobilizowana w grudniu 1941 rozkazem „Walküre I” do użycia w ZSRR)
- 18. fala mobilizacyjna (zmobilizowana w styczniu 1942 roku rozkazem „Rheingold”, pierwotnie dla Europy Zachodniej, wysłana na front wschodni)
- 19. fala mobilizacyjna (zmobilizowana w lutym i marcu 1942 roku, pierwotnie dla Europy Zachodniej, wysłana na front wschodni)
- 20. fala mobilizacyjna (zmobilizowana w lipcu 1942 roku)
- 21. fala mobilizacyjna (zmobilizowana w grudniu 1943 roku)
- 22. fala mobilizacyjna (zmobilizowana w grudniu 1943 roku)
- 23. fala mobilizacyjna (zmobilizowana w styczniu 1944 roku)
- 24. fala mobilizacyjna (zmobilizowana w kwietniu 1944 roku)
- 25. fala mobilizacyjna (zmobilizowana w styczniu i lutym 1944 roku)
- 26. fala mobilizacyjna (zmobilizowana w marcu 1944 roku)
- 27. fala mobilizacyjna (zmobilizowana w lipcu 1944 roku)
- 28. fala mobilizacyjna (zmobilizowana w lipcu 1944 roku)
- 29. fala mobilizacyjna (zmobilizowana w lipcu 1944 roku)
- 30. fala mobilizacyjna (zmobilizowana w sierpniu 1944 roku)
- 31. fala mobilizacyjna (zmobilizowana w sierpniu 1944 roku)
- 32. fala mobilizacyjna (zmobilizowana w sierpniu 1944 roku)
- 33. fala mobilizacyjna (zmobilizowana w styczniu 1945 roku)
- 34. fala mobilizacyjna (zmobilizowana w lutym 1945 roku)
- 35. fala mobilizacyjna (zmobilizowana w kwietniu 1945 roku)